# Юдин, Вениамин Петрович
Вениамин Петрович Юдин (1928—1983) — советский казахский учёный-востоковед, историк, филолог, педагог.

## Биография
Свою научно-педагогическую деятельность начал как уйгуровед в 1950 г. после окончания Московского института востоковедения им. Н. Нариманова, где был оставлен для прохождения аспирантуры по уйгурской филологии (под руководством известного тюрколога проф. В. М. Насилова) и преподавания уйгурского языка.
Осенью 1955 г. был приглашен на работу в КазПИ им. Абая в связи с открытием там уйгурского отделения, студентам которого он читал на уйгурском языке курсы по древней и классической уйгурской литературе, фольклору и языку (1955—1961 гг.). В Алматы Юдин занимался научно-исследовательской и преподавательской работой в АН КазССР, КазПИ им. Абая, КазГУ.
Со времени приезда в Алма-Ату научные интересы В. П. Юдина неразрывно связаны с изучением истории Казахстана на основе сведений восточных источников, чем он занимался в Институте истории, археологии и этнографии им. Ч. Ч. Валиханова АН КазССР (1960—1970 гг.), и будучи преподавателем кафедры истории Казахской ССР исторического факультета КазГУ (1970—1976 гг.), и позднее, перейдя на работу в Отдел уйгуроведения Института языкознания АН КазССР. Наряду с казахстанской тематикой В. П. Юдин плодотворно исследовал в историческом и филологическом плане рукописное наследие уйгурского народа. В. П. Юдину принадлежит свыше 80 научных публикаций — это работы на русском, уйгурском и казахском языках, некоторые из них вышли за рубежом в английском переводе.
Особое место занимает изданный в 1969 г. под руководством и при непосредственном участии В. П. Юдина капитальный труд — «Материалы по истории казахских ханств XV—XVIII веков. (Извлечения из персидских и тюркских сочинений)», где им осуществлены сверка и общая редакция всех переводов, перевод извлечений из 10 источников, написаны комментарии к ним, а также 17 источниковедческих статей по всем источникам, вошедшим в МИКХ. В этих статьях ученому удалось решить широкий круг вопросов историко-источниковедческого характера.
Большой интерес представляют статьи В. П. Юдина, посвященные анализу малоизученных и ранее не привлекавшихся для изучения истории Казахстана и Восточного Туркестана рукописей: «Чингиз-наме» Утемиша-хаджи (XVI в.), «Та’рих-и Шайбани» (начало XVII в.), «Зийа ал-кулуб» Мухалемад Аваза (начало XVII в.) и др.
Признание специалистов получила работа В. П. Юдина «О родоплеменном составе могулов Могулистана и Могулии и их этнических связях с казахским и другими соседними народами» (Изв. АН КазССР. Сер. обществ, наук, 1965, № 3). В ней предпринята попытка нетрадиционного освещения вопроса о государстве Могулия как отличном от Могулистана в этническом, территориальном и хронологическом отношениях государственном образовании и о могульском этническом компоненте, принявшем участие в сложении казахского, уйгурского и киргизского народов.
В. П. Юдину принадлежит исследование об исторических корнях одной из распространенных уйгурских народных сказок (1961 г.). В. П. Юдин — один из составителей и ответственных редакторов антологии уйгурской классической литературы XI—XIX вв. «Эхо веков» (1963, на уйг. яз.). В 1969 г. он издал сборник поэм уйгурского поэта XIX в. Абдурахима Низари (на уйг. яз.). При его участии были изданы «Хрестоматия по уйгурской литературе» для IX класса средней школы (1963, 1966, на уйг. яз.) и «Русско-уйгурский словарь» (М., 1956). В. П. Юдин — специальный редактор «Уйгурско-русского словаря» (Алма-Ата, 1961) и монографии Г. С. Садвакасова «Язык уйгуров Ферганской долины» (Алма-Ата, 1970).
Глубокий исследовательский характер носят рецензии В. П. Юдина на описания уйгурских рукописей А. М. Мугинова и Ю. Мухлисова, на исследования по истории Казахстана и Средней Азии Б. А. Ахмедова и С. Г. Кляшторного. В рецензии на работу последнего В. П. Юдин внес отдельные уточнения в переводы древнетюркских рунических памятников (в честь Тоньюкука и Кюль-тегина), выполненные ранее С. Е. Маловым. Статьи В. П. Юдина публиковались в Советской Исторической и Казахской Советской Энциклопедиях.
В. П. Юдин принимал активное участие в обсуждении и рецензировании научных работ своих коллег. Он обладал большим научным авторитетом среди востоковедов страны. К нему часто обращались за консультациями, В. П. Юдин участвовал в определении принципов составления многотомного «Научного описания казахских рукописей», издаваемого Институтом литературы и искусства им. М. О. Ауэзова АН Казахстана с 1975 г.
Автор научных статей по истории и источниковедению средневекового Казахстана. Составитель, редактор, автор комментариев фундаментального труда «Материалы по истории казахских ханств XV—XVIII веков» (1969).